# Phreatia listeri
Phreatia listeri là một loài lan đặc hữu của|là một loài lan đặc hữu của Christmas Island.</ref>